# Centrotypus curvocornis
Centrotypus curvocornis är en insektsart som beskrevs av Chou och Yuan. Centrotypus curvocornis ingår i släktet Centrotypus och familjen hornstritar. Inga underarter finns listade i Catalogue of Life.